# Oskar Nilsson
Oskar Petrus Nilsson (25 de enero de 1897-29 de marzo de 1958) fue un jinete sueco que compitió en la modalidad de volteo. Participó en los Juegos Olímpicos de Amberes 1920, obteniendo una medalla de bronce en la prueba por equipos.

## Palmarés internacional
| Juegos Olímpicos | Juegos Olímpicos  | Juegos Olímpicos  | Juegos Olímpicos |
| Año              | Lugar             | Medalla           | Categoría        |
| ---------------- | ----------------- | ----------------- | ---------------- |
| 1920             | Amberes (Bélgica) | Medalla de bronce | Por equipos      |